# Lepipaschia
Lepipaschia is een geslacht van vlinders van de familie snuitmotten (Pyralidae).

## Soorten
- L. inornata Shaffer J. C. & Solis, 1994
- L. limbata Shaffer J. C. & Solis, 1994